# Ole Kristian Selnæs
Ole Kristian Selnæs (Trondheim, 7 luglio 1994) è un calciatore norvegese, centrocampista del Rosenborg.

## Biografia
È il figlio di Ivar Selnæs, ex calciatore del Rosenborg. Successivamente, suo padre è diventato allenatore dello Skjetten e per questo ha vissuto a Lillestrøm. È un fan della soap opera Hotel Cæsar, che va in onda su TV2, tanto da dichiarare in un'intervista che gli avrebbe fatto piacere avere una piccola parte al suo interno. Due mesi dopo, gli è stato offerto di recitare come guest star nella fiction.

## Caratteristiche tecniche
Si tratta di un centrocampista difensivo di piede mancino, dotato di buona visione di gioco.

## Carriera

### Club

#### Rosenborg
Selnæs è entrato a far parte delle giovanili del Rosenborg nel 2009, proveniente dallo Sverresborg. Nel 2011, ha vinto il titolo nazionale di categoria con la formazione Under-19 del Rosenborg, centrando inoltre il terzo posto finale nel girone di qualificazione della NextGen Series 2011-2012. Nello stesso anno, ha ricevuto le prime convocazioni nella formazione maggiore. L'anno seguente, nonostante fosse ancora poco conosciuto al di fuori del club, ha fatto parte del ritiro pre-stagionale del Rosenborg, firmando un contratto professionistico in data 25 marzo 2012.
Ha cominciato la stagione come riserva dei titolari Markus Henriksen e Mohammed-Awal Issah. Ha debuttato nell'Eliteserien il 1º aprile 2012, subentrando ad Issah nel pareggio per 2-2 sul campo del Lillestrøm. Una settimana più tardi, ha giocato la prima da titolare, nel pareggio a reti inviolate contro il Sogndal. Dopo poche partite, è stato nominato miglior talento scandinavo dal sito Scan Scout. Il suo allenatore, Jan Jönsson, ha dichiarato di non essere sorpreso da questo risultato, in quanto il giocatore è riuscito a sviluppare rapidamente il proprio talento. Il 16 settembre, ha realizzato la prima rete nella massima divisione norvegese: è stato autore del gol del definitivo 3-0 sul Vålerenga.
Il 16 settembre 2014 ha rinnovato il contratto che lo legava al Rosenborg fino al 2017. Il 21 ottobre 2015, ha ricevuto la candidatura come miglior centrocampista del campionato per l'edizione annuale del premio Kniksen, poi vinto. Si è aggiudicato anche il titolo di miglior giocatore assoluto del campionato.

#### Saint-Étienne
Il 28 gennaio 2016, il Rosenborg ha reso noto d'aver raggiunto un accordo per il trasferimento di Selnæs al Saint-Étienne, soggetto alla negoziazione dei termini personali del contratto del giocatore e al buon esito delle visite mediche. Il 1º febbraio, Selnæs ha firmato ufficialmente per i Verts, legandosi al nuovo club con un contratto valido fino al 30 giugno 2020.

### Nazionale
Il 25 agosto 2015 ha ricevuto la prima convocazione in Nazionale maggiore in vista delle partite contro Bulgaria e Croazia, valide per le qualificazioni al campionato europeo 2016. Ha esordito in squadra soltanto il 24 marzo 2016, subentrando ad Håvard Nordtveit nel pareggio a reti inviolate contro l'Estonia, in un'amichevole disputata a Tallinn. Il 1º novembre seguente viene squalificato dalla FIFA per undici mesi, a causa degli insulti rivolti ad un guardalinee durante la partita contro l'Azerbaigian delle qualificazioni al Mondiale 2018.

## Statistiche

### Presenze e reti nei club
Statistiche aggiornate al 16 settembre 2021.
| Stagione             | Club                 | Campionato           | Campionato | Campionato | Coppe nazionali | Coppe nazionali | Coppe nazionali | Coppe continentali | Coppe continentali | Coppe continentali | Supercoppe | Supercoppe | Supercoppe | Totale | Totale |
| Stagione             | Club                 | Comp                 | Pres       | Reti       | Comp            | Pres            | Reti            | Comp               | Pres               | Reti               | Comp       | Pres       | Reti       | Pres   | Reti   |
| -------------------- | -------------------- | -------------------- | ---------- | ---------- | --------------- | --------------- | --------------- | ------------------ | ------------------ | ------------------ | ---------- | ---------- | ---------- | ------ | ------ |
| 2011                 | Rosenborg            | ES                   | 0          | 0          | CN              | 0               | 0               | UCL+UEL            | 0                  | 0                  | -          | -          | -          | 0      | 0      |
| 2012                 | Rosenborg            | ES                   | 22         | 1          | CN              | 4               | 0               | UEL                | 8                  | 0                  | -          | -          | -          | 34     | 1      |
| 2013                 | Rosenborg            | ES                   | 19         | 0          | CN              | 7               | 2               | UEL                | 3                  | 0                  | -          | -          | -          | 29     | 2      |
| 2014                 | Rosenborg            | ES                   | 21         | 1          | CN              | 2               | 0               | UEL                | 6                  | 0                  | -          | -          | -          | 29     | 1      |
| 2015                 | Rosenborg            | ES                   | 25         | 2          | CN              | 3               | 0               | UEL                | 14                 | 0                  | -          | -          | -          | 42     | 2      |
| Totale Rosenborg     | Totale Rosenborg     | Totale Rosenborg     | 87         | 4          |                 | 16              | 2               |                    | 31                 | 0                  |            | -          | -          | 134    | 6      |
| feb.-giu. 2016       | Saint-Étienne        | L1                   | 3          | 0          | CF+CdL          | 2+0             | 0               | UEL                | -                  | -                  | -          | -          | -          | 5      | 0      |
| 2016-2017            | Saint-Étienne        | L1                   | 26         | 0          | CF+CdL          | 1+1             | 0               | UEL                | 9                  | 0                  | -          | -          | -          | 37     | 0      |
| 2017-2018            | Saint-Étienne        | L1                   | 26         | 0          | CF+CdL          | 2+1             | 0               | -                  | -                  | -                  | -          | -          | -          | 29     | 0      |
| 2018-feb. 2019       | Saint-Étienne        | L1                   | 20         | 0          | CF+CdL          | 0+1             | 0               | -                  | -                  | -                  | -          | -          | -          | 21     | 0      |
| Totale Saint-Étienne | Totale Saint-Étienne | Totale Saint-Étienne | 75         | 0          |                 | 8               | 0               |                    | 9                  | 0                  |            | -          | -          | 92     | 0      |
| 2019                 | Shenzhen             | CSL                  | 27         | 4          | CC              | 0               | 0               | -                  | -                  | -                  | -          | -          | -          | 27     | 4      |
| 2020                 | Shenzhen             | CSL                  | 13+5       | 0          | CC              | 1               | 0               | -                  | -                  | -                  | -          | -          | -          | 19     | 0      |
| Totale Shenzhen      | Totale Shenzhen      | Totale Shenzhen      | 207        | 8          |                 | 25              | 2               |                    | 40                 | 0                  |            | -          | -          | 273    | 10     |
| 2021                 | Hebei                | CSL                  | 14         | 1          | CC              | 0               | 0               | -                  | -                  | -                  | -          | -          | -          | 14     | 1      |
| Totale carriera      | Totale carriera      | Totale carriera      | 221        | 9          |                 | 25              | 2               |                    | 40                 | 0                  |            | -          | -          | 287    | 11     |

### Cronologia presenze e reti in Nazionale
| Cronologia completa delle presenze e delle reti in nazionale ― Norvegia | Cronologia completa delle presenze e delle reti in nazionale ― Norvegia | Cronologia completa delle presenze e delle reti in nazionale ― Norvegia | Cronologia completa delle presenze e delle reti in nazionale ― Norvegia | Cronologia completa delle presenze e delle reti in nazionale ― Norvegia | Cronologia completa delle presenze e delle reti in nazionale ― Norvegia | Cronologia completa delle presenze e delle reti in nazionale ― Norvegia | Cronologia completa delle presenze e delle reti in nazionale ― Norvegia |
| Data                                                                    | Città                                                                   | In casa                                                                 | Risultato                                                               | Ospiti                                                                  | Competizione                                                            | Reti                                                                    | Note                                                                    |
| ----------------------------------------------------------------------- | ----------------------------------------------------------------------- | ----------------------------------------------------------------------- | ----------------------------------------------------------------------- | ----------------------------------------------------------------------- | ----------------------------------------------------------------------- | ----------------------------------------------------------------------- | ----------------------------------------------------------------------- |
| 24-3-2016                                                               | Tallinn                                                                 | Estonia                                                                 | 0 – 0                                                                   | Norvegia                                                                | Amichevole                                                              | -                                                                       | 66’                                                                     |
| 29-3-2016                                                               | Oslo                                                                    | Norvegia                                                                | 2 – 0                                                                   | Finlandia                                                               | Amichevole                                                              | -                                                                       | 79’                                                                     |
| 29-5-2016                                                               | Porto                                                                   | Portogallo                                                              | 3 – 0                                                                   | Norvegia                                                                | Amichevole                                                              | -                                                                       | 73’                                                                     |
| 1-6-2016                                                                | Oslo                                                                    | Norvegia                                                                | 3 – 2                                                                   | Islanda                                                                 | Amichevole                                                              | -                                                                       |                                                                         |
| 5-6-2016                                                                | Bruxelles                                                               | Belgio                                                                  | 3 – 2                                                                   | Norvegia                                                                | Amichevole                                                              | -                                                                       | 73’                                                                     |
| 31-8-2016                                                               | Oslo                                                                    | Norvegia                                                                | 0 – 1                                                                   | Bielorussia                                                             | Amichevole                                                              | -                                                                       | 46’                                                                     |
| 4-9-2016                                                                | Oslo                                                                    | Norvegia                                                                | 0 – 3                                                                   | Germania                                                                | Qual. Mondiali 2018                                                     | -                                                                       | 61’                                                                     |
| 8-10-2016                                                               | Baku                                                                    | Azerbaigian                                                             | 1 – 0                                                                   | Norvegia                                                                | Qual. Mondiali 2018                                                     | -                                                                       |                                                                         |
| 11-10-2016                                                              | Oslo                                                                    | Norvegia                                                                | 4 – 1                                                                   | San Marino                                                              | Qual. Mondiali 2018                                                     | -                                                                       |                                                                         |
| 13-6-2017                                                               | Oslo                                                                    | Norvegia                                                                | 1 – 1                                                                   | Svezia                                                                  | Amichevole                                                              | -                                                                       | 46’                                                                     |
| 4-9-2017                                                                | Stoccarda                                                               | Germania                                                                | 6 – 0                                                                   | Norvegia                                                                | Qual. Mondiali 2018                                                     | -                                                                       | 14’ 75’                                                                 |
| 5-10-2017                                                               | Serravalle                                                              | San Marino                                                              | 0 – 8                                                                   | Norvegia                                                                | Qual. Mondiali 2018                                                     | 1                                                                       | 46’                                                                     |
| 8-10-2017                                                               | Oslo                                                                    | Norvegia                                                                | 1 – 0                                                                   | Irlanda del Nord                                                        | Qual. Mondiali 2018                                                     | -                                                                       | 83’                                                                     |
| 11-11-2017                                                              | Skopje                                                                  | Macedonia                                                               | 2 – 0                                                                   | Norvegia                                                                | Amichevole                                                              | -                                                                       | 75’                                                                     |
| 26-3-2018                                                               | Elbasan                                                                 | Albania                                                                 | 0 – 1                                                                   | Norvegia                                                                | Amichevole                                                              | -                                                                       | 78’                                                                     |
| 2-6-2018                                                                | Reykjavík                                                               | Islanda                                                                 | 2 – 3                                                                   | Norvegia                                                                | Amichevole                                                              | -                                                                       | 46’                                                                     |
| 6-6-2018                                                                | Oslo                                                                    | Norvegia                                                                | 1 – 0                                                                   | Panama                                                                  | Amichevole                                                              | -                                                                       | 77’                                                                     |
| 6-9-2018                                                                | Oslo                                                                    | Norvegia                                                                | 2 – 0                                                                   | Cipro                                                                   | UEFA Nations League 2018-2019 - 1º turno                                | -                                                                       | 69’                                                                     |
| 9-9-2018                                                                | Sofia                                                                   | Bulgaria                                                                | 1 – 0                                                                   | Norvegia                                                                | UEFA Nations League 2018-2019 - 1º turno                                | -                                                                       | 78’                                                                     |
| 13-10-2018                                                              | Oslo                                                                    | Norvegia                                                                | 1 – 0                                                                   | Slovenia                                                                | UEFA Nations League 2018-2019 - 1º turno                                | 1                                                                       |                                                                         |
| 16-10-2018                                                              | Oslo                                                                    | Norvegia                                                                | 1 – 0                                                                   | Bulgaria                                                                | UEFA Nations League 2018-2019 - 1º turno                                | -                                                                       | 21’                                                                     |
| 16-11-2018                                                              | Lubiana                                                                 | Slovenia                                                                | 1 – 1                                                                   | Norvegia                                                                | UEFA Nations League 2018-2019 - 1º turno                                | -                                                                       |                                                                         |
| 19-11-2018                                                              | Nicosia                                                                 | Cipro                                                                   | 0 – 2                                                                   | Norvegia                                                                | UEFA Nations League 2018-2019 - 1º turno                                | -                                                                       |                                                                         |
| 23-3-2019                                                               | Valencia                                                                | Spagna                                                                  | 2 – 1                                                                   | Norvegia                                                                | Qual. Euro 2020                                                         | -                                                                       |                                                                         |
| 26-3-2019                                                               | Oslo                                                                    | Norvegia                                                                | 3 – 3                                                                   | Svezia                                                                  | Qual. Euro 2020                                                         | -                                                                       | 28’                                                                     |
| 7-6-2019                                                                | Oslo                                                                    | Norvegia                                                                | 2 – 2                                                                   | Romania                                                                 | Qual. Euro 2020                                                         | -                                                                       |                                                                         |
| 10-6-2019                                                               | Tórshavn                                                                | Fær Øer                                                                 | 0 – 2                                                                   | Norvegia                                                                | Qual. Euro 2020                                                         | -                                                                       | 81’                                                                     |
| 5-9-2019                                                                | Oslo                                                                    | Norvegia                                                                | 2 – 0                                                                   | Malta                                                                   | Qual. Euro 2020                                                         | -                                                                       |                                                                         |
| 8-9-2019                                                                | Solna                                                                   | Svezia                                                                  | 1 – 1                                                                   | Norvegia                                                                | Qual. Euro 2020                                                         | -                                                                       |                                                                         |
| 12-10-2019                                                              | Oslo                                                                    | Norvegia                                                                | 1 – 1                                                                   | Spagna                                                                  | Qual. Euro 2020                                                         | -                                                                       |                                                                         |
| 15-10-2019                                                              | Bucarest                                                                | Romania                                                                 | 1 – 1                                                                   | Norvegia                                                                | Qual. Euro 2020                                                         | -                                                                       | 67’                                                                     |
| 15-11-2019                                                              | Oslo                                                                    | Norvegia                                                                | 4 – 0                                                                   | Fær Øer                                                                 | Qual. Euro 2020                                                         | -                                                                       |                                                                         |
| Totale                                                                  |                                                                         | Presenze                                                                | 32                                                                      |                                                                         | Reti                                                                    | 2                                                                       |                                                                         |

## Palmarès

### Club

#### Competizioni giovanili
- Norgesmesterskapet G19: 1

Rosenborg: 2011

#### Competizioni nazionali
- Campionato norvegese: 1

Rosenborg: 2015
- Coppa di Norvegia: 1

Rosenborg: 2015

### Individuale
- Miglior centrocampista dell'Eliteserien: 1

2015
- Miglior giocatore dell'Eliteserien: 1

2015